# Fernando Terremoto
Fernando Fernández Pantoja conocido artísticamente como "Fernando Terremoto" (Jerez de la Frontera, 11 de mayo de 1969 - Jerez de la Frontera, 13 de febrero de 2010) fue un cantaor de flamenco español. Forma parte de la estirpe de "Los Terremoto", heredada de su padre Fernando Fernández Monje y que continúan, entre otros, su hija María.

## Inicios
Fernando debuta como guitarrista junto a Manuel Morao y no es hasta cumplir los veinte años cuando decide meterse a cantaor, debido a la larga sombra que dejó su padre. Debutó en la Peña Don Antonio Chacón de Jerez, acompañado a la guitarra por Moraíto Chico, con una actuación que ha pasado a la historia del flamenco. Su voz es escultural y sobrada de facultades, ilustrando la expresión de Lorca a propósito del flamenco: una maravilla de la naturaleza.
Llega a Madrid contratado por el tablao Zambra y formar parte de los espectáculos Arco de Santiago, para la Expo 92, y Chachipen, de la Compañía Manuel de Paula.
En 1996, la obtención del Primer Premio de Cante del Concurso de Jóvenes Intérpretes de la IX Bienal de Flamenco de Sevilla confirma que se ha adueñado de su nombre. Desde entonces nunca más figurará con el nombre de Terremoto hijo, sino con el de Fernando Terremoto. En 1997 forma parte del ciclo 'Conocer el flamenco', presentado por toda Andalucía, junto a Niño Josele e Israel Galván. Con este último comparte también durante cuarenta y cinco días en Barcelona el escenario del tablao El Cordobés.

## Consagración
Su consagración como cantaor se completó en 1998 en el XV Concurso Nacional de Arte Flamenco de Córdoba, donde obtuvo los tres primeros premios a los cantes a los que se presentó: el Premio Manuel Torre por su interpretación de siguiriyas y martinete, el Premio Niña de los Peines por su interpretación de soleá por bulería y bulerías y el Premio Antonio Chacón por su interpretación de malagueñas y tarantos. Todos los grandes festivales flamencos y numerosos teatros de España y Europa le reclaman.
En 2001 recibió la Copa de Jerez que otorga la Cátedra de Flamencología de Jerez. En 2004 estuvo nominado a los premios Goya que otorga la academia del cine español, por la canción que interpretó para la película Carmen de Vicente Aranda. Y en 2005 obtiene el galardón Tío Luis el de la Juliana, que otorga cada año el Colegio Mayor Universitario Isabel la Católica. En 2005 es invitado, por el bailaor Israel Galván, junto al guitarrista Alfredo Lagos, a participar en el espectáculo La Edad de Oro, en el que el cante se pone “alante”, junto al baile, en un equilibrio que ha conquistado los escenarios de medio mundo.

## Madurez
Después de sus grabaciones La herencia de la sangre, Cantes de la campiña, bahía y sierra y Cosa natural, además de diversas participaciones y colaboraciones, Fernando Terremoto prepara sin prisa su nuevo disco, producido por Gecko Turner. Cabe destacar que sus actuaciones tienen la esencia de los flamencos de antaño sin que esto esté reñido actualmente con una visión abierta y arriesgada de su arte que le lleva a participar en encuentros de la vanguardia (Zemos 98 – Sevilla), o el jazz (Sons d’Hiver – París).
Fallece el 13 de febrero de 2010 en Jerez a los 40 años a causa de un glioma cerebral.

## Homenajes

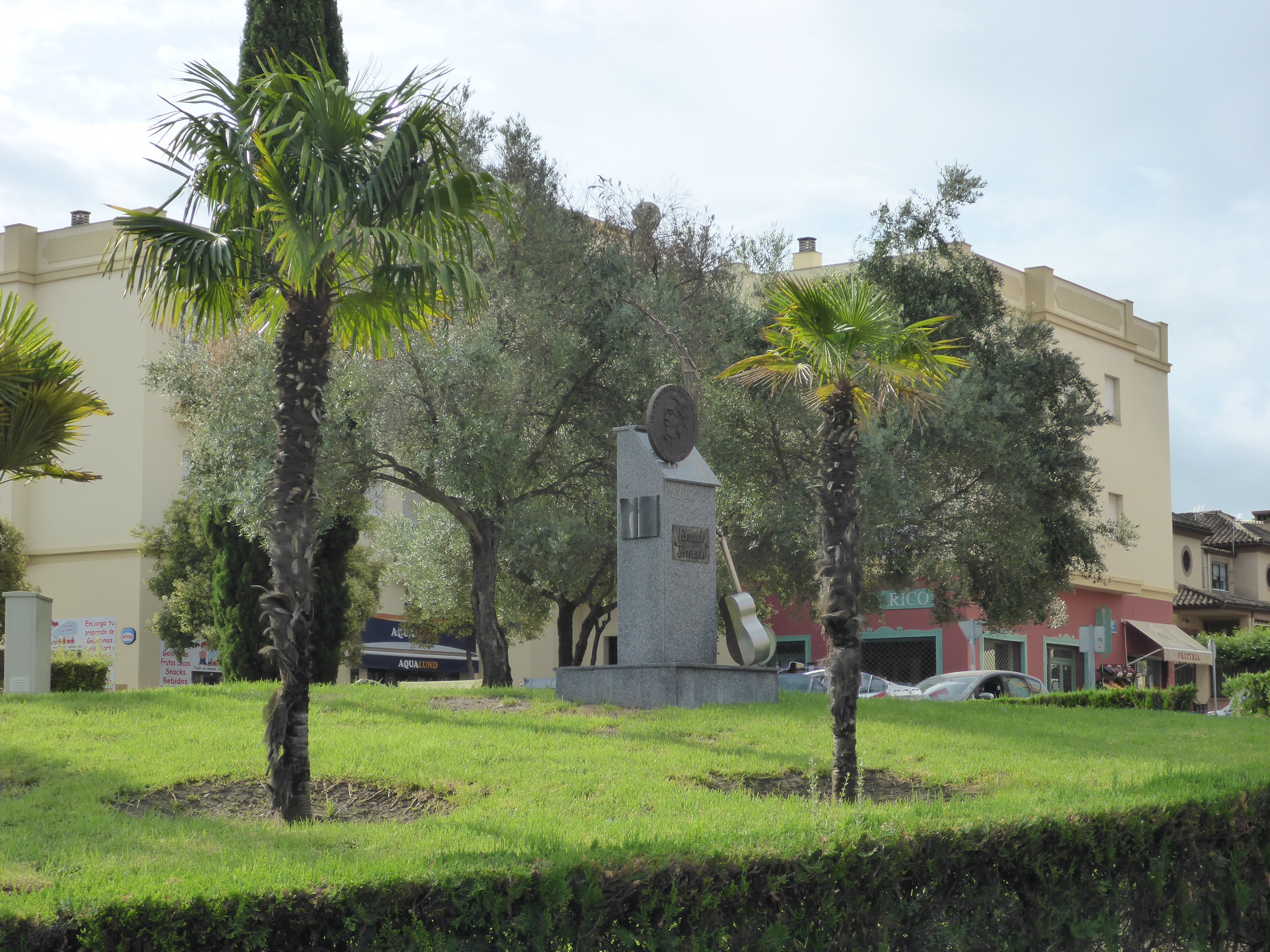
Monumento en su memoria

En 2011 el Ayuntamiento de su ciudad natal le dedica una plaza en su barrio
En 2015 se inaugura un monumento realizado por el escultor Ignacio Sancho Caparrini

## Discografía
- La herencia de la sangre (Dro, 1989)
- Cantes de la campiña, bahía y sierra (1990)
- Cosa natural (Flamenco vivo, 1997)
- Terremoto (A Negro Producciones/Bujío Producciones, 2010)